# 約克公爵島 (南極洲)
約克公爵島是南極洲的島嶼，位於維多利亞地的彭內爾海岸，處於羅伯特森灣南部，長4公里，在1899年由英國探險隊繪入地圖，現時由南極條約體系管理。
71°38′S 170°04′E / 71.633°S 170.067°E